# Cephaloziella pseudocrassigyna
Cephaloziella pseudocrassigyna är en bladmossart som beskrevs av Rudolf Mathias Schuster och J.J.Engel. Cephaloziella pseudocrassigyna ingår i släktet mikromossor, och familjen Cephaloziellaceae. Inga underarter finns listade i Catalogue of Life.